# Mestna občina Koper
Mestna občina Koper (italijansko Comune città di Capodistria) je po površini največja od dvanajstih mestnih občin v Republiki Sloveniji. Sedež občine je mesto Koper, ki je dvojezično; njegovo italijansko ime je Capodistria. S skoraj 53.000 prebivalci je po številčnosti četrta največja občina v Sloveniji (za Ljubljano, Mariborom in Kranjem ter pred Celjem), saj obsega celotno podeželsko zaledje Kopra oz. Slovensko Istro vse do Kraškega roba. Je tudi ena najbolj razčlenjenih slovenskih občin, saj je teritorialno razdeljena na kar 22 krajevnih skupnosti in obsega več kot 100 naselij. Ekonomsko gledano predstavlja enega od najrazvitejših področij Slovenije, zahvaljujoč privlačni sili koprskega pristanišča Luke Koper, ki je eno glavnih jadranskih pristanišč in glavna tovorna postaja za velik del Srednje Evrope. Poljedelstvo, ki je pred nekaj desetletji predstavljalo glavno dejavnost, je danes omejeno na oljkarstvo in vinogradništvo, s katerima se ukvarjajo predvsem v zaledju občine. V porastu so dejavnosti, ki so vezane na storitve, pristanišče ter terciarni in kvartarni sektor. Prometne povezave so dobre zahvaljujoč cestnim priključkom na slovensko, hrvaško in italijansko cestno omrežje. Nove možnosti na področju znanstvenega raziskovanja nudi Univerza na Primorskem, ki ima sedež v Kopru. Po podatkih SURS-a je konec leta 2016 v občini Koper živelo 9,7 % ljudi brez slovenskega državljanstva.
Ob ustanovitvi leta 1994 je prevzela dotedanje ozemlje »stare« Občine Koper ter pridobila še ozemlje krajevne skupnosti Podgorje, ki je dotlej spadalo v (veliko »kraško«) Občino Sežana, torej se je njeno ozemlje še povečalo po reformi lokalne samouprave v RS. Ponovni poskus odpraviti neustavnost Mestne občine Koper je bil izveden leta 1998, ko je bil na referendumu zavrnjen predlog o odcepitvi treh občin iz MOK, in sicer Ankaran-Škofije, Dekani, Šmarje-Marezige. Kljub nasprotovanju večine slovenske politike in Občine Koper, se je z referendumom, katerega rezultat je potrdilo Ustavno sodišče RS, iz nje leta 2010/11 izločila Občina Ankaran. Poleg nje Občina Koper meji na zahodu z Občino Izola in Občino Piran, na vzhodu z Občino Hrpelje - Kozina, na severu na Italijo (občini Milje in Dolina) ter na jugu na Hrvaško (Istrska županija).

## Zgodovina občine
Koprska komuna je bila vse do leta 1797 del Beneške republike, s tem letom pa je pripadla Avstrijskemu cesarstvu. To stanje ni trajalo dolgo, saj so že leta 1805 Koper zasedli Francozi. Po novi upravni delitvi je bil kanton Koper del distrikta Koper, ta pa del departmaja Istra. Skupaj z novim upravnim sistemom je prišlo tudi do drugih novosti, npr. v pravosodju in v šolstvu. Ustanovljene so bile nove šole, večinoma italijanske, na slovensko govorečem podeželju pa tudi slovenske. V Kopru je bil ustanovljen tudi licej. Po ustanovitvi Ilirskih provinc (1809–1813) je bila leta 1811 intendanca v Kopru ukinjena in podrejena Tržaški. Ta je bila razdeljena na štiri distrikte: Trst, Gorica, Rovinj in Koper, ti pa na 16 kantonov, ki so se delili na občine. Upravno telo občini so sestavljali župan in občinski svet. Ker je Koper v tem obdobju izgubljal svojo upravno in gospodarsko vlogo središča Istre, je prišlo do manjšanja števila prebivalstva na manj kot 4000.
Z uveljavitvijo zakona iz leta 1849, ki je uvedel krajevne občine, se je v okrajnem glavarstvu Koper izoblikovalo 22 občin, ki so nastale iz nekdanjih katastrskih občin. Leta 1868 se je število zmanjšalo na 7. Občina Koper je obsegala Koper in Lazaret.
12. novembra 1920 je z Rapalsko pogodbo okraj Koper pripadel kraljevini Italiji. Priključen je bil Julijski Krajini kot del Puljske pokrajine. Tedaj je bilo v občini Koper 12.072 prebivalcev. Ko je prišlo v tridesetih letih do združevanja občin, so bile v občino Koper združene občine Koper, Lazaret in Voltra - Ankaran. Slovansko prebivalstvo koprske občine je bilo v tem obdobju podvrženo raznarodovalni politiki.
Po drugi svetovni vojni je z osvoboditvijo nastal nov Koprski okraj, v katerega sta bila združena bivši Istrski in Loparski okraj. Z Beograjskim sporazumom leta 1945 je bila Julijska Krajina razdeljena na zasedbeni coni A in B. Del cone B je bil tudi okraj Koper. Šele leta 1946 je bil uradno odpravljen kolonat in zemlja dodeljena tistim, ki so jo obdelovali v zameno za zakupnino. V tem obdobju je bilo ustanovljenih tudi veliko novih šol – v celotnem koprskem okraju kar 50 osnovnih šol. Pariška mirovna pogodba je odpravila delitev Julijske krajine na cono A in B, ustanovljeno pa je bilo Svobodno tržaško ozemlje, prav tako razdeljeno na coni A in B. Slednja je bila pod oblastjo jugoslovanske armade in vanjo je spadal tudi okraj Koper. Skupaj z okrajem Buje sta tvorila Istrsko okrožje. V obdobju takoj po vojni je bilo v Kopru še veliko Italijanov, med letom 1953 in 1958 pa je prišlo do njihovega množičnega izseljevanja, kar se je kazalo tudi v splošnem upadu prebivalstva na slovenski obali.
Od leta 1952 se je Slovenija delila na mesta in občine za razliko od okrožij in krajev pred tem. Šele leta 1954, s sprejetjem Londonskega sporazuma, pa je bil Sloveniji priključen še okraj Koper, ki se je delil na 9 občin. Med njimi sta bili tudi občini Koper-mesto in Koper-okolica. Z letom 1955, ko je bil sprejet Zakon o območjih okrajev in občin v Ljudski republiki Sloveniji, je bilo v Sloveniji 11 okrajev, ki so se delili na 130 občin. Eden izmed okrajev je bil Koper, sestavljen iz 9 občin, med katerimi je bila tudi občina Koper, od leta 1960 pa sestavljen zgolj iz 7 občin.
Do novih sprememb je prišlo leta 1964, ko se je število okrajev v Socialistični republiki Sloveniji zmanjšalo na 4. V Koprski okraj je spadalo 10 občin. Koprska občina je imela takrat 29.228 prebivalcev. Leto kasneje pa je bil sprejet Ustavni zakon o odpravi okrajev v SR Sloveniji in Zakon za izvedbo odprave okrajev v SR Sloveniji. Okraj Koper je s tem prenehal obstajati. Od leta 1980 dalje se je namesto občina Koper začelo uporabljati občina Koper-Capodistria. Današnja Mestna občina Koper/Capodistria je nastala 3. 10. 1994.
Leta 2011 se je od MOK odcepila občina Ankaran, ki je bila ustanovljena s sklepom ustavnega sodišča na seji 9. junija 2011.

## Naselja v občini
Koper, Abitanti, Babiči, Barizoni, Belvedur, Bertoki, Bezovica, Bočaji, Bonini, Boršt, Bošamarin, Brezovica pri Gradinu, Brežec pri Podgorju, Brič, Butari, Cepki, Cerej, Dekani, Dilici, Dol pri Hrastovljah, Dvori, Čentur, Čežarji, Črni Kal, Črnotiče, Elerji, Fijeroga, Gabrovica pri Črnem Kalu, Galantiči, Gažon, Glem, Gradin, Gračišče, Grinjan, Grintovec, Hrastovlje, Hrvatini, Kampel, Karli, Kastelec, Kolomban, Koromači-Boškini, Kortine, Kozloviči, Koštabona, Krkavče, Krnica, Kubed, Labor, Loka, Lopar, Lukini, Manžan, Marezige, Maršiči, Močunigi, Montinjan, Movraž, Olika, Osp, Peraji, Pisari, Plavje, Pobegi, Podgorje, Podpeč, Poletiči, Pomjan, Popetre, Prade, Praproče, Predloka, Pregara, Premančan, Puče, Rakitovec, Rižana, Rožar, Sermin, Sirči, Smokvica, Socerb, Sočerga, Sokoliči, Spodnje Škofije, Srgaši, Stepani, Šalara, Šeki, Škocjan, Šmarje, Sveti Anton, Tinjan, Topolovec, Trebeše, Triban, Trsek, Truške, Tuljaki, Vanganel, Zabavlje, Zanigrad, Zazid, Zgornje Škofije, Župančiči

## Seznam županov
- Aurelio Juri, 1994–1996
- Irena Fister, 1997–1999
- Dino Pucer, 1999–2002
- Boris Popovič, 2002–2018[12]
- Aleš Bržan, 2018–

### Zemljevidi
- zemljevid na Najdi.si
- zemljevid na Google Maps
- www3.gov.si zemljevid Arhivirano 2006-07-21 na Wayback Machine. na www3.gov.si